# Frederik Karel van Schwarzburg-Rudolstadt
Frederik Karel (Rudolstadt, 7 juni 1736 — aldaar, 13 april 1793) was vorst van Schwarzburg-Rudolstadt van 1790 tot 1793. Hij was de zoon en opvolger van vorst Lodewijk Günther II en Sophia van Reuss-Greiz.
Frederik Karel huwde tweemaal. Voor de eerste keer op 21 oktober 1763 te Schwarzburg met Frederika van Schwarzburg-Rudolstadt, dochter van vorst Johan Frederik. Voor de tweede keer huwde hij op 28 november 1780 te Stadtroda met prinses Augusta van Saksen-Coburg-Altenburg (1752-1805), dochter van hertog Johan August van Saksen-Gotha-Altenburg. Alleen uit zijn eerste huwelijk had hij kinderen:
- Frederika (Rudolstadt 12 mei 1765 – aldaar 4 februari 1767)
- Lodewijk Frederik II (1767 – 1807), vorst van Schwarzburg-Rudolstadt 1793-1807
- Theresia (Rudolstadt 31 maart 1770 – aldaar 23 mei 1783)
- Karel Gunther van Schwarzburg-Rudolstadt (Rudolstadt 23 augustus 1771 – aldaar 4 februari 1825), huwde te (Homburg op 19 april 1793) Louise Ulrike van Hessen-Homburg (Homburg 26 oktober 1772 – Rudolstadt 18 september 1854), dochter van landgraaf Frederik V van Hessen-Homburg
- Caroline (Rudolstadt 21 januari 1774 – Arnstadt 11 januari 1854), huwde te Rudolstadt op 23 juni 1799 met vorst Gunther II van Schwarzburg-Sondershausen (Sondershausen 5 december 1760 – aldaar 22 april 1837)
- Christina Louise van Schwarzburg-Rudolstadt (Rudolstadt 2 november 1775 – Kassel 25 december 1808), huwde te Rudolstadt op 10 april 1796) landgraaf Ernst Constantijn van Hessen-Philippsthal (Philippsthal 8 augustus 1771 – Meiningen 25 december 1849)